# Mitragyna
Genre

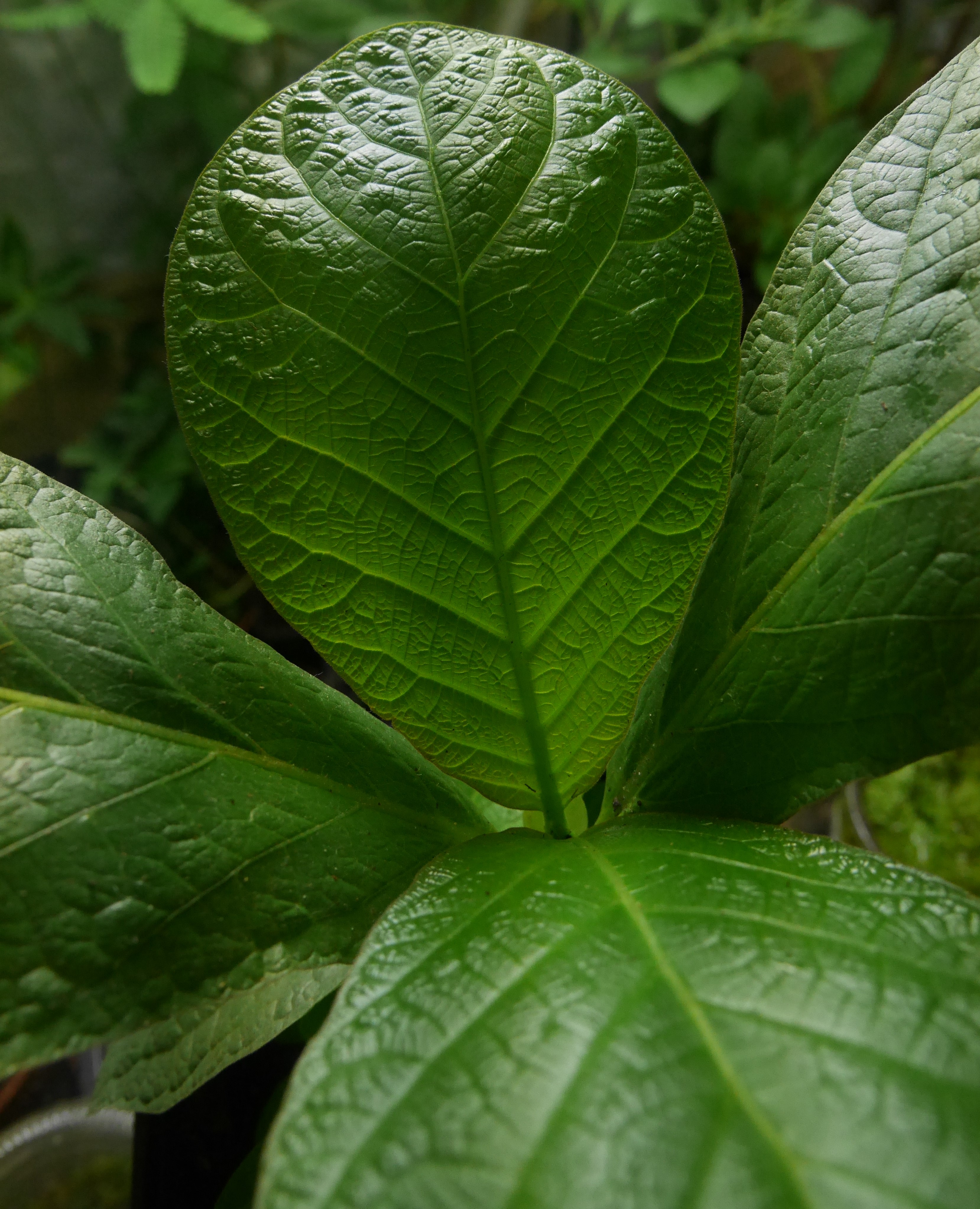
Mitragyna Hirsuta

Mitragyna est un genre d'arbres de la famille des Rubiaceae. Certains membres de ce genre contiennent des alcaloïdes aux propriétés analgésiques et antipaludique.

## Liste des espèces et variétés
Selon Catalogue of Life (4 novembre 2015) :
- Mitragyna diversifolia (Wall. ex G.Don) Havil.
- Mitragyna hirsuta Havil.
- Mitragyna inermis (Willd.) Kuntze
- Mitragyna ledermannii (K.Krause) Ridsdale
- Mitragyna parvifolia (Roxb.) Korth.
- Mitragyna rotundifolia (Roxb.) Kuntze
- Mitragyna rubrostipulata (K.Schum.) Havil.
- Mitragyna speciosa (Korth.) Havil.
- Mitragyna stipulosa (DC.) Kuntze
- Mitragyna tubulosa (Arn.) Kuntze

Selon World Checklist of Selected Plant Families (WCSP) (4 novembre 2015) :
- Mitragyna diversifolia (Wall. ex G.Don) Havil., J. Linn. Soc. (1897)
- Mitragyna hirsuta Havil., J. Linn. Soc. (1897)
- Mitragyna inermis (Willd.) Kuntze (1891)
- Mitragyna ledermannii (K.Krause) Ridsdale (1978)
- Mitragyna parvifolia (Roxb.) Korth. (1839)
  - variété Mitragyna parvifolia var. microphylla (Kurz) Ridsdale (1978)
  - variété Mitragyna parvifolia var. parvifolia
- Mitragyna rotundifolia (Roxb.) Kuntze (1891)
- Mitragyna rubrostipulata (K.Schum.) Havil., J. Linn. Soc. (1897)
- Mitragyna speciosa (Korth.) Havil., J. Linn. Soc. (1897)
- Mitragyna stipulosa (DC.) Kuntze (1891)
- Mitragyna tubulosa (Arn.) Kuntze (1891)

Selon Tropicos (4 novembre 2015) (Attention liste brute contenant possiblement des synonymes) :
- Mitragyna africana Korth.
- Mitragyna brunonis (Wall. ex G. Don) Craib
- Mitragyna chevalieri K. Krause
- Mitragyna ciliata Aubrév. & Pellegr.
- Mitragyna diversifolia (Wall. ex G. Don) Havil.
- Mitragyna hirsuta Havil.
- Mitragyna inermis (Willd.) Kuntze
- Mitragyna javanica Koord. & Valeton
- Mitragyna ledermannii (K. Krause) Ridsdale
- Mitragyna macrophylla (Perr. & Lepr. ex DC.) Hiern
- Mitragyna parvifolia (Roxb.) Korth.
- Mitragyna rotundifolia (Roxb.) Kuntze
- Mitragyna rubrostipulata (K. Schum.) Havil.
- Mitragyna speciosa (Korth.) Havil.
- Mitragyna stipulosa (DC.) Kuntze
- Mitragyna tubulosa K. Schum.